# Franco Carlo Ricci
Franco Carlo Ricci (Vittorito, 18 giugno 1937) è un musicologo italiano.

## Biografia
Si è laureato in Lettere moderne all'Università La Sapienza di Roma dove è stato allievo di Luigi Ronga. Ha studiato pianoforte e composizione. Ha insegnato Storia della musica nell’Università di Bari, come professore associato, e poi, come ordinario, nell’Università della Tuscia-Viterbo.
È autore di numerosi volumi e articoli nell'ambito della storia della musica, e in particolare su Francesco Maria Veracini, Wolfgang Amadeus Mozart, Vincenzo Bellini, Claude Debussy, Igor Stravinskij, Vittorio Rieti, Francesco Siciliani, Roman Vlad. Per la sua attività di ricerca e promozione musicale gli sono stati assegnati il Premio della cultura della Presidenza del Consiglio dei Ministri, nel 1988e nel 2003, e il Premio Diego Fabbri dell'Ente dello Spettacolo nel 1994.
Ha fondato e dirige, per le Edizioni Scientifiche Italiane (E.S.I) di Napoli, la collana di studi La Musica e le arti. Ha fondato e dirige la Stagione concertistica dell’Università della Tuscia-Viterbo. È direttore artistico del Centro Musicale Internazionale (Ce.M.I.).
Ha collaborato per oltre venti anni con il Terzo Programma della RAI-Radiotelevisione Italiana per programmi di musica classica, e con l’Istituto dell'Enciclopedia Italiana per il Dizionario biografico degli italiani.
Ha sposato, in prime nozze, Daniela Albani dalla quale ha avuto i figli Luca Federico e Serena; in seconde nozze, Emanuela Zurli.

## Opere principali
- Momenti drammatici nel teatro belliniano. Roma, Bulzoni, 1971.
- Note sull’opera violinistica di Francesco Maria Veracini. Roma, Bulzoni, 1973.
- Claude Debussy. Bari, Adriatica Editrice,1975.
- Vittorio Rieti. Napoli, Edizioni Scientifiche Italiane, 1987
- Sergej Prokof’ev, Diario 1927. Viaggio in “Bolscevisia”, traduzione e curatela con Valerij Voskobojnikov. Napoli, Edizioni Scientifiche Italiane, 1991.
- La Sagra Musicale Umbra, con Francesco Siciliani e Bruno Boccia. Perugia, Electa Editori Umbri, 1992.
- Francesco Siciliani. Sessant’anni di vita musicale in Italia. Napoli, Edizioni Scientifiche Italiane, ERI-Rai e Teatro alla Scala, 2003.
- Marcelle de Manziarly (1899-1989) e Igor Stravinskij (1882-1971) in “Nuova Rivista Musicale Italiana”, Edizioni ERI-Rai, N. 2 aprile-giugno 2005, pp. 248-282.
- Roman Vlad in Intellettuali romeni a Roma. Roma, Istituto Nazionale di Studi Romani, 2008, pp. 17-39.
- La musica di Roman Vlad per il cinema, la televisione e il teatro*  in “Nuova Rivista Musicale Italiana”, Roma, Edizione ERI-Rai, n. 4, 2008, pp. 499-522.
- «Un po’ per celia, un po’ per non morire...» Momenti (poetici)... di una vita. Napoli, Edizioni Scientifiche Italiane, 2017.